# شون غالاغير
شون غالاغير (بالإنجليزية: Sean Gallagher)‏ هو لاعب كرة قاعدة أمريكي، ولد في 30 ديسمبر 1985 في بوسطن في الولايات المتحدة.

## وصلات خارجية
- شون غالاغير على موقع دوري كرة القاعدة الرئيسي (الإنجليزية)
- شون غالاغير على موقعبيزبول رفرنس.كوم (الدوري الرئيسي) (الإنجليزية)
- شون غالاغير على موقعبيزبول رفرنس.كوم (الدوري الثانوي) (الإنجليزية)
- شون غالاغير على موقع إي إس بي إن.كوم (أم.أل.بي) (الإنجليزية)
- شون غالاغير على موقع مشجعي الرسوم البيانية (الإنجليزية)